# Contea di Hall (Texas)
La contea di Hall (in inglese Hall County) è una contea dello Stato del Texas, negli Stati Uniti. La popolazione al censimento del 2010 era di 3 353 abitanti. Il capoluogo di contea è Memphis. La contea è stata creata nel 1876 ed in seguito organizzata nel 1890. Il suo nome deriva da Warren D. C. Hall, un segretario di guerra della Repubblica del Texas.
Il repubblicano Drew Springer, Jr., un uomo d'affari di Muenster (Contea di Cooke), rappresenta dal gennaio 2013 Hall County nella Camera dei Rappresentanti del Texas. Succedette Rick Hardcastle (Vernon), che si licenziò dopo aver ricoperto il ruolo per quattordici anni.

## Geografia fisica
| Anno | Popolazione | ±%       |
| ---- | ----------- | -------- |
| 1880 | 36          |          |
| 1890 | 703         | 1,852.8% |
| 1900 | 1,660       | 136.1%   |
| 1910 | 8,279       | 398.7%   |
| 1920 | 11,137      | 34.5%    |
| 1930 | 16,966      | 52.3%    |
| 1940 | 12,117      | −28.6%   |
| 1950 | 10,930      | −9.8%    |
| 1960 | 7,322       | −33.0%   |
| 1970 | 6,015       | −17.9%   |
| 1980 | 5,594       | −7.0%    |
| 1990 | 3,905       | −30.2%   |
| 2000 | 3,782       | −3.1%    |
| 2010 | 3,353       | −11.3%   |

Secondo l'Ufficio del censimento degli Stati Uniti d'America la contea ha un'area totale di 904 miglia quadrate (2340 km²), di cui 883 miglia quadrate (2286 km²) sono terra, mentre 21 miglia quadrate (54 km², corrispondenti al 3,8% del territorio) sono costituiti dall'acqua.

### Strade principali
- U.S. Highway 287
- State Highway 70
- State Highway 86
- State Highway 256

### Contee adiacenti
- Donley County (nord)
- Collingsworth County (nord-est)
- Childress County (est)
- Cottle County (sud-est)
- Motley County (sud)
- Briscoe County (ovest)

## Educazione
Nella contea sono presenti i seguenti distretti scolastici:
- Memphis Independent School District
- Turkey-Quitaque Independent School District
- Childress Independent School District (parzialmente)